# Sándor Soproni
Sándor Soproni (* 21. November 1926 in Szentendre, Ungarn; † 10. November 1995 in Budapest) war ein ungarischer Provinzialrömischer Archäologe, der durch wichtige Entdeckungen und Ausgrabungen zur Vor- und Frühgeschichte seines Heimatlandes bekannt wurde und grundlegende Arbeiten zu den spätrömischen Militärbauten und zur antiken Grenzverteidigung Pannoniens verfasste. Soproni war einer der bedeutendsten Archäologen seines Fachgebiets in Ungarn.

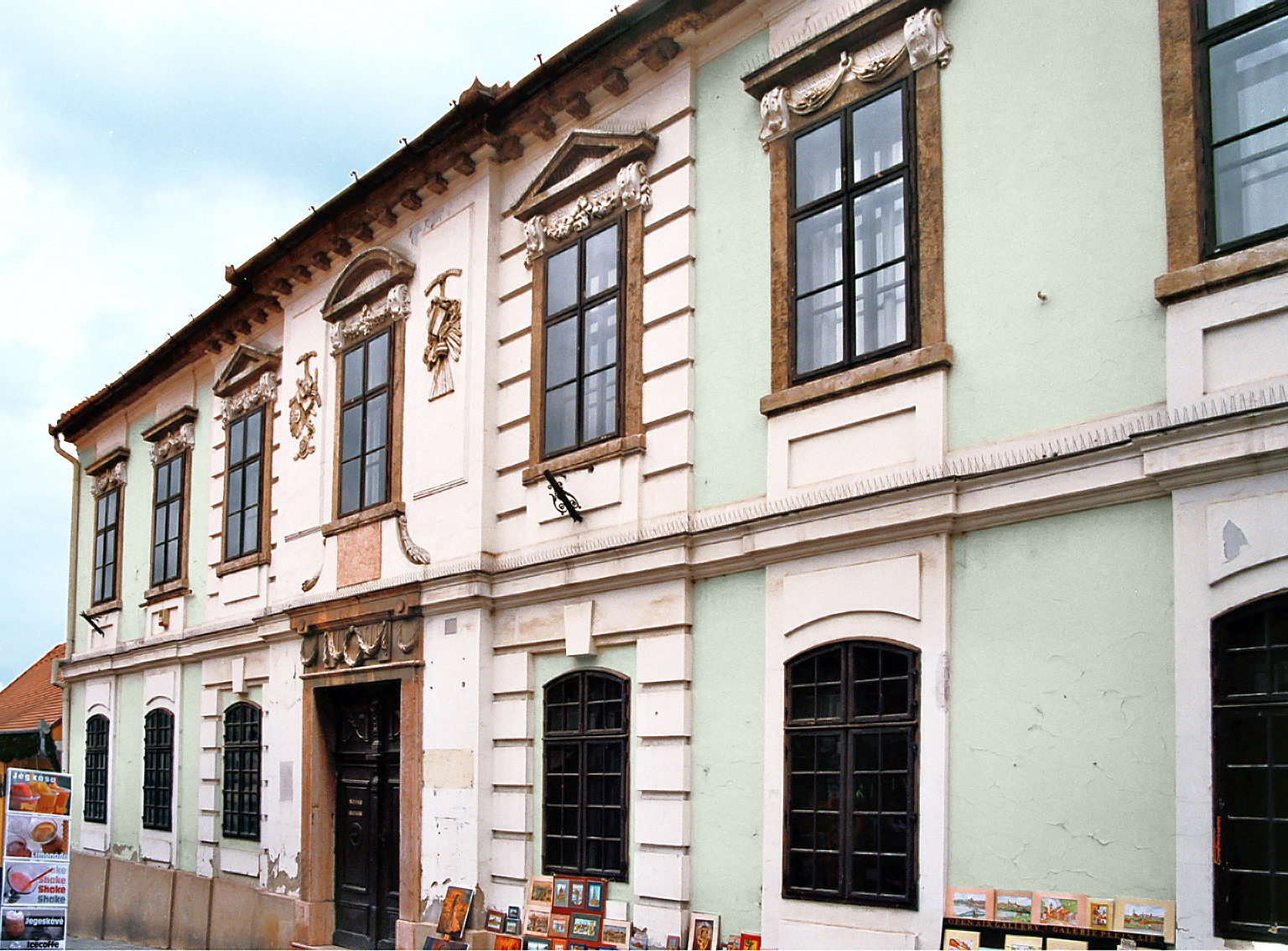
Das damalige Károly-Ferenczy-Museum am Fő-Platz in Szentendre. Zehn Jahre lang Wirkungsstätte von Sándor Soproni.

## Leben
Nach Beendigung seiner Schulzeit besuchte Sándor Soproni von 1946 bis 1951 die Eötvös-Loránd-Universität in Budapest. Im Anschluss an seinen Universitätsabschluss und die Promotion wurde er von 1951 bis 1961 Direktor des neugegründeten Károly-Ferenczy-Museums in Szentendre und legte das dortige Lapidarium mit den Steindenkmälern aus dem römischen Lagerdorf und dem Kastell von Szentendre an. Außerdem kümmerte er sich um Ausgrabungen, die Erweiterung der Sammlungen, konzipierte Ausstellungen und war neben der Organisation von wissenschaftlichen Präsentationen auch für die Werbung seiner Institution verantwortlich. Zwischen 1961 und 1975 war er am Archäologischen Institut des Ungarischen Nationalmuseums in Budapest beschäftigt, bevor er dort 1975 zum Direktor der zentralen archäologischen Bibliothek ernannt wurde. Er lehrte sowohl an der Budapester als auch an der Universität von Szeged und war Mitglied des Österreichischen (ÖAI) und des Deutschen Archäologischen Instituts (DAI).

## Leistung
Eine von Sopronis bedeutendsten Ausgrabungen fand zwischen 1952 und 1961 bei Budakalász-Luppa csárda zwischen Szentendre und Budapest statt. Dabei legte Soproni 439 kupferzeitliche Gräber der Péceler Kultur frei. In Grab 177 wurde das nach seiner Veröffentlichung weltberühmt gewordene Tonmodell eines Wagens entdeckt. Während dieser Zeit – bei Luppa csárda lag auch ein 1934 freigelegter spätrömischer Wohn- und Wachturm – begann sich sein Blick auf die wissenschaftliche Erforschung der römischen Grenzanlagen zwischen Esztergom (Solva) und Szentendre (Ulcisia Castra) zu richten. Er begann, das einstige römische Grenzgebiet in Nordungarn mehrfach zu begehen. Dabei identifizierte er mehrere antike Baureste im Gelände und nahm Grabungen vor, so am Kastell Visegrád-Sibrik, am Kleinkastell Pilismarót-Malompatak und am Burgus Leányfalu. Außerdem untersuchte er verschiedene Wachturmstellen. Er unternahm erste Forschungen am spätrömischen Kastell Alsóhetény und arbeitete seit Beginn der Untersuchungen am Donau-Brückenkopf von Bölcske. Die dortigen Entdeckungen mit ihren reichhaltigen Inschriftensteinen gehören heute zu den bedeutendsten römischen Fundkomplexen Pannoniens der letzten Jahrzehnte. Neben der Limesforschung beschäftigte Soproni sich mit der Epigraphik römischer Inschriften als geographische Quelle. Ein weiteres Schwerpunktthema war die Erkundung des Limes Sarmatiae, eines großen, spätrömischen Wallsystems in der Ungarischen Tiefebene, das damals im Barbaricum errichtet worden ist.
Sándor Soproni schrieb nicht nur für die wissenschaftliche Fachwelt, sondern verfasste auch populärwissenschaftliche Bücher, die auch beim deutschsprachigen Publikum gut aufgenommen wurden.

## Posthum
Am 7. Oktober 1998 fand in Bölcske ein Gedenkkonferenz für Soproni mit Vorträgen statt. Seit 2007 existiert in Visegrád die Sándor-Soproni-Gesellschaft (Soproni Sándor Egyesület).

## Ausgrabungen
- 1948: Ausgrabung in Zalavár, dem einstigen Moosburg/Mosaburg. Beginn der Freilegung einer Kapelle mit Friedhof.[2]
- 1952–1961: Freilegung des kupferzeitlichen Friedhofs bei Budakalász–Luppa csárda
- 1954: Beginn der Freilegung des Awarenfriedhofs in Pomáz bei Szentendre.[3]
- Oberflächenuntersuchung am Kastell Esztergom-Hideglelőskereszt.[4]
- 1955: Probegrabung am Limeswachturm 22 bei Dömös-Alsóföldek.[5]
- 1955–1957: Vollständige Freilegung und Konservierung des Limeswachturms 24 bei Visegrád–Steinbruch.[6]
- 1959: Vollständige Freilegung des Kleinkastells Pilismarót–Malompatak.[7]
- 1959: Ausgrabung im Bereich der südlichen Kastellmauer von Szentendre.[8]
- 1963: Nachgrabung und Freilegung am Burgus Leányfalu nördlich von Szentendre.[9]
- 1966, 1979: Vollständige Freilegung des Limeswachturms 14 bei Pilismarót-Duna melléke.[10][11][12][13] und Grabungen am nahegelegenen Wachturm 15.[14]
- 1969–1971: Beginn der Freilegung der spätantiken Binnenfestung von Alsóheténypuszta.[15]
- –1975: Teilweise Freilegung des Kastells Visegrád–Sibrik.
- Grabungen am römischen Ländeburgus von Bölcske.

## Ehrungen
Das Lapidarium von Bölcske mit den bei Bölcske aus der Donau geborgenen Altären trägt den Namen von Sándor Soproni (Dr. Soproni Sándor Római Kori Kőtár).

## Schriften

### Bücher (Auswahl)
- mit Nándor Kalicz, József Korek: Kupferzeit. Grabfunde der Péceler Kultur aus der Donau-Theiß-Gegend, Transdanubien und Nordungarn. Inventaria archaeologica. Archäologisches Institut der Universität in Budapest. Rudolf Habelt Verlag, Bonn 1962.
- mit Lajos Boros, Viktor Szombathy: Szentendre. Panoráma 1966.
- Római kori súlyok Tolna megyéböl. (Ein römischer Schlegel aus dem Komitat Tolna). Tolna megyei Tanács VB művelödésügyi Osztálya, Szekszárd 1967.
- Tabula Imperii Romani: Aquincum, Sarmizegetusa, Sirmium. Union académique internationale. A. M. Hakkert, Amsterdam 1968.
- mit Edit Thomas u. a.: Römische Kultur in Pannonien. Gastausstellung des Ungarischen Nationalmuseums Budapest. Ausstellungskatalog. Museum für Deutsche Geschichte, Berlin 1971.
- Der spätrömische Limes zwischen Esztergom und Szentendre. Akadémiai Kiadó, Budapest 1978. ISBN 963-05-1307-2.
- Szentendre a rómaiak korában. Pest Megyei Múzeumok Igazgatósága, Szentendre 1978. ISBN 963-7521-46-1.
- mit Endre Tóth und anderen: Die Geschichte der Völker Ungarns von der Altsteinzeit bis zur ungarischen Landnahme. Ungarisches Nationalmuseum, Budapest 1981. ISBN 9635627874.
- mit László Barkóczi: Brigetio (Fortsetzung) und die Limesstrecke am Donauknie. (= Die römischen Inschriften Ungarns. (RIU). 3. Lieferung). Akadémiai Kiadó, Budapest 1981. ISBN 963-05-2374-4 (bei Rudolf Habelt Verlag, Bonn ISBN 3-7749-1842-2).
- Die letzten Jahrzehnte des pannonischen Limes. C. H. Beck Verlag, München 1985, ISBN 3-406-30453-2.
- mit Éva Garam, Pál Patay: Sarmatisches Wallsystem im Karpatenbecken. Ungarisches Nationalmuseum, Budapest 1983. 2., erweiterte Auflage. Ungarisches Nationalmuseum, Budapest 2003. ISBN 963-9046-89-2.

Postum
Aus dem Nachlass erschienen:
- mit Jenő Fitz, András Mócsy: Das Territorium von Aquincum, die Civitas Eraviscorum und die Limesstrecke Matrica-Annamatia und das Territorium von Gorsium. (= Die römischen Inschriften Ungarns (RIU). 6. Lieferung). Enciklopédia Kiadó, Budapest / Rudolf Habelt Verlag, Bonn 2001. ISBN 3-7749-3054-6.
- Auch Sopronis Manuskripte seiner Sammlung der Meilensteine beider pannonischen Provinzen sollen noch in der Serie Die römischen Inschriften Ungarns (RIU) erscheinen.

### Aufsätze (Auswahl)
- Pannonische Burgus-Bauinschriften aus der Commodus-Zeit. In: Mitteilungen des Museumvereines Lauriacum-Enns 32 (1994), S. 10–15.
- Römische Inschriften aus dem Komitat Veszprém. In: Publicationes Museorum Comitatus Vesprimiensis 19–20 (1993/94), S. 141–148.
- Satyr-Silen Bronzekopf mit Meistername aus Visegrád. In: Folia archaeologica 41 (1990), S. 43–52.
- Előzetes jelentés a bölcskei késő római ellenerőd kutatásáról. (Vorläufiger Bericht über die Erforschung der spätrömischen Gegenfestung in Bölcske.) In: Communicationes Archaeologicae Hungariae. (1990), S. 133–142.
- Eine spätrömische Festung im Donaubett bei Bölcske. In: Roman Frontier Studies 1989. XVth International Congress of Roman Frontier Studies. ed. V. A. Maxfield and M. J. Dobson. University of Exeter Press, Exeter 1991. S. 257–258.
- A classis flavia pannonica felirata Kerepesről. In: Acta Antiqua et Archaeologica. Supplementum VI, 1987. S. 91–97.
- Nachvalentinianische Festungen am Donaulimes. In: Studien zu den Militärgrenzen Roms III, Forschungen und Berichte Vor- und Frühgeschichte Baden-Württemberg, 20 (1986), S. 409 ff.
- Marinianus Ursicinus magister. In: Folia Archaeologica 37 (1986), S. 83–95.
- Neuere römische Meilensteine aus Százhalombatta. In: Folia archaeologica 34 (1983), S. 73–90.
- Pilismarót-Duna melléke dűlő 2. római őrtorony. (Pilismarót-Duna melléke-Flur. Römischer Wachtturm 2.) In: Dunai Régészeti Közlemények. Budapest, 1979. S. 83–86.
- Municipium Halicanum. In: Folia archaeologica 30 (1979), S. 91ff.
- Contra Acinco et Bononia. Bemerkungen zu den Fasti des Hydatius. In: Studien zu den Militärgrenzen Roms II (Vorträge des 10. internationalen Limeskongresses in der Germaniae inferior). Habelt, Bonn 1978. S. 393–397.
- Beiträge zur Frage der Liste von Valeria der Notitia Dignitarum. In: Acta Antiqua Academiae Scientiarum Hungaricae 26 (1974), S. 60–70.
- Die spätrömische Festung von Iovia. In: Actes du Congrès International d’Etudes sur les Frontières Romaines 9, 1974, S. 181–186.
- Militär und Befestigungen am pannonischen Limes. In: Die Römer an der Donau, Noricum und Pannonien. Ausstellungskatalog Landesausstellung Schloß Traun, Petronell/NÖ 1973.
- Ein römischer Wachturm bei Szentgyörgypuszta, Visegrád. In: Studia Comitatensia 1 (1972), S. 39–43 (in ungarischer Sprache).
- Késő római katonai őrállomás Hatvan-Gombospusztán. (Eine spätrömerzeitliche militärische Wachtstation in Hatvan-Gombospuszta.) In: Dolgozatok Heves megye múltjából. Eger 1970. S. 17–28.
- Limes Sarmatiae. In: A Móra Ferenc Múzeum Évkönyve 2/1969. Szeged, 1969, S. 117–133.
- Eine spätrömische Militärstation auf sarmatischem Gebiet. In: Actes du Congrès International d’Etudes sur les Frontières Romaines 8. 1969. S. 131–143.
- Über den Münzumlauf in Pannonien zum Ende des 4. Jh. In: Folia archaeologica 20 (1969), S. 69–78.
- Burgus – Bauinschrift vom Jahre 372 am pannonischen Limes. In: Studien zu den Militärgrenzen Roms I. Beiheft 19 der Bonner Jahrbücher. Köln 1967. S. 138–143.
- Eine neue Inschrift aus Intercisa. In: Klio 46 (1965), S. 367–370.
- Der Stempel der Legio XIV Gemina in Brigetio. In: Folia archaeologica 17 (1965), S. 119ff.
- Two Inscribed Relics of the Cohors XIIX Vol. c. R. In: Folia archaeologica 16 (1964), S. 33ff.
- Der spätrömische Wachturm in der Gemarkung von Esztergom. In: Archaeologiai Értesítő 87 (1960), S. 207 ff.
- Der spätrömische Limes zwischen Visegrád und Esztergom. In: 1. Limes Romanus Konferenz Nitra, Vorträge. Preßburg 1959. S. 131–143.
- Adatok a valentinianuskori bélyegestéglák időrendjéhez. (Beitrag zur Chronologie der gestempelten Ziegel aus der Regierungszeit des Valentinian.) In: Archaeologiai Értesítő 85 (1958), S. 52–55.
- Budakalász. In: Die Péceler Kultur. In: Archaeologia Hungarica 35 (1956), S. 111–128.
- A budakalászi kocsi. (Der Wagen von Budakalász.) In: Folia archaeologica 6 (1954), S. 29–36 u. 198–199, Tafel 6–8.